# 田原太一
田原 太一（たはら たいち、1982年4月27日 - ）は、日本の元ラグビー選手。

## プロフィール
- 鹿児島県出身。
- ポジションはロック(LO)。
- 身長 192cm、体重 107kg
- ニックネームはタイチ。
- 関東代表に選ばれたことがある[1]。

## 略歴
ラグビーは高校から始めた。
2001年、鹿児島工業高校卒業後、同志社大学に入る。
2005年、同志社大学卒業後、サントリーサンゴリアスに加入。同年9月17日に行われたジャパンラグビートップリーグ第1節のトヨタ自動車ヴェルブリッツ戦に途中出場で公式戦初出場を果たす。 
2015年、現役を引退した。